# Bostock (Royaume-Uni)
Pour les articles homonymes, voir Bostock.
Bostock est une paroisse civile et un village du Cheshire, en Angleterre.